# Collezionismo

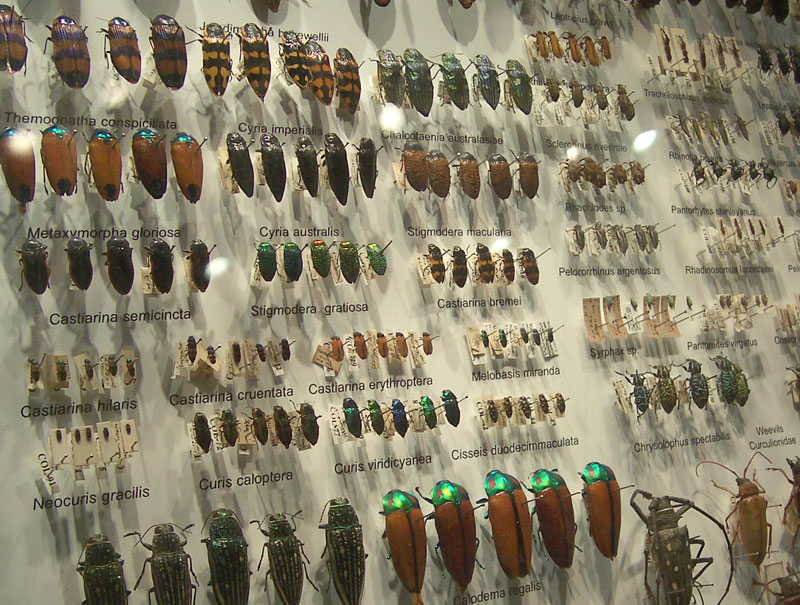
Collezione di insetti

Il collezionismo è un hobby che consiste nella raccolta di oggetti di una particolare categoria. L'insieme di oggetti raccolti viene chiamato collezione. Le collezioni sono spesso ben organizzate, catalogate ed esposte in modo da attrarre attenzione.
Alcuni collezionisti scelgono di focalizzarsi su un particolare aspetto di un'area più ampia, ad esempio i francobolli del XIX secolo o le monete in oro. Altri preferiscono collezioni più generali, come francobolli, monete di tutti i paesi del mondo o libri.
Nei settori più comuni del collezionismo operano anche commercianti specializzati, che, avendo un grande numero di oggetti, li raccolgono in apposite stanze o raccoglitori, come album nel caso dei francobolli. Molti di essi hanno iniziato come collezionisti, trasformando poi il loro hobby in una professione.

## Storia del collezionismo
I primi segnali del collezionismo si riscontrano già in epoca preistorica: si usava inserire nelle tombe manufatti o materiale di uso quotidiano. Nell'antico Egitto nasce la tendenza ad accumulare materiale di vario genere all'interno delle tombe dei faraoni e nelle loro residenze. Soltanto nell'antica Grecia si delineano le basi del fenomeno inteso in senso stretto, ossia del collezionismo pubblico, in quanto il materiale artistico veniva esposto in diversi spazi comuni, come l'agorà, o all'interno di templi o strutture private aristocratiche.

## Fiere
In Italia, storiche fiere del collezionismo si svolgono a Ferrara, Forlì, Piacenza, Milano, Napoli, Verona.
In moltissime località si tengono periodicamente mercatini ambulanti, in particolare nei paesini caratteristici della riviera romagnola. Esistono anche attività stabili che vendono oggetti usati. Tutti questi luoghi sono molto frequentati dagli appassionati di collezionismo.

## Collezionismo minore
Da circa un ventennio la passione nel raccogliere oggetti si è evoluta e ampliata, coinvolgendo moltissime persone. I motivi sono essenzialmente due: vasta scelta e bassi costi per iniziare. L'avvento del merchandising e dei gadget, spesso regalati alle fiere o forniti assieme al prodotto dalle grandi industrie, prima fra tutte quella alimentare, permette la raccolta di oggetti "firmati", recanti il nome della ditta o il marchio del prodotto. Si raccolgono inoltre facilmente oggetti di uso comune che, terminata la loro utilità, vengono abbandonati. Questo tipo di raccolte è molto in voga e viene spesso classificato come collezionismo "minore".
La definizione di "collezionismo minore" comporta alcuni rischi impliciti. Se l'unità di misura è il valore pecuniario degli oggetti, non potremmo definire "minore" la collezione di gadget o pupazzetti, in quanto alcuni di essi hanno raggiunto quotazioni stratosferiche. Dal punto di vista degli elementi intrinsechi qualsiasi oggetto presenta caratteristiche "importanti", quali aspetti artistici o storico antropologici. La provocazione è importante nell'ottica di democraticità e libertà di classificazione di qualsiasi attività umana.
Il voler classificare alcune passioni come minori comporta il rischio di stabilire i criteri di determinazione. Quindi "collezionismo" dovrebbe essere l'unico termine che definisce la passione per un determinato tema scelto dal collezionista.